# Sertularia converrucosa
Sertularia converrucosa is een hydroïdpoliep uit de familie Sertulariidae. De poliep komt uit het geslacht Sertularia. Sertularia converrucosa werd in 1960 voor het eerst wetenschappelijk beschreven door Naumov. 